# Баумштарк, Гертруде
Гертруде Розамария Баумштарк (нем. Gertrude Rosemaria Baumstark; 21 мая 1941, Тимишоара — 28 апреля 2020, Мюнхен) — румынская и немецкая шахматистка, международный мастер (1970) среди женщин. По профессии инженер.

## Шахматная карьера
Многократная участница чемпионатов Румынии по шахматам среди женщин. Дважды становилась чемпионом страны (1967 и 1981), шесть раз завоёвывала серебряные медали (1969—1971, 1975, 1977 и 1986), а также выиграла бронзовую медаль в чемпионате 1968 года.
Результаты в зональных турнирах ФИДЕ: Врнячка-Баня (1970) — 1—2, Перник (1972) — 1—4 место. Лучшего результата в межзональных турнирах достигла в 1976 году в Тбилиси — 7—8 место.
В составе сборной Румынии участница следующих соревнований:
- 5 Олимпиад (1969—1974, 1978—1980). Выиграла 3 серебряные медали — две в команде (1972 и 1975) и одну в индивидуальном зачёте (1978, выступала на 2-й доске).
- 3 Балканиады (1977, 1981—1982). Каждый раз выступала на 1-й доске и выиграла 5 серебряных медалей — 3 в команде и две в индивидуальном зачёте (1981—1982), а также бронзовую медаль в индивидуальном зачёте в 1977.

Лучшие результаты в международных турнирах: Люблин (1969 и 1974) — 1-е место, Перник (1977) и Люблин (1978) — 1-2 место.
С 2004 года выступала за Германию. Согласно профилю на сайте ФИДЕ, на момент смерти Гертруде Баумштарк не входила в число активных немецких шахматисток и имела рейтинг 1981 пункт.

### Выступления в заочных шахматах
Активная участница соревнований по переписке с 1962 года. Чемпионка Румынии (1965). Участница финала 1-го чемпионата мира среди женщин (1968—1972) и 1-й женской заочной олимпиады (1974—1979)

## Изменения рейтинга
| Графики недоступны из-за технических проблем. См. информацию на Фабрикаторе и на mediawiki.org. |